# NGC 7805
NGC 7805 je čočková galaxie v souhvězdí Pegas. Její zdánlivá jasnost je 13,2m a úhlová velikost 1,2′ × 0,9′. Je vzdálená 223 milionů světelných let, průměr má 75 000 světelných let. Galaxie tvoří gravitačné vázaný pár s blízko galaxií NGC 7806, který je označený v katalozích Arp 112, KPG 602A či Holm 826A. Je členem skupiny galaxií LGG 1, skupiny galaxií okolo galaxie NGC 7831. Galaxii objevil 9. října 1790 William Herschel.